# Клендиннен, Инга
Инга Вивьен Клендиннен (англ. Inga Vivienne Clendinnen, урождённая Джуэлл, англ. Jewell; 17 августа 1934, Австралия — 8 сентября 2016) — австралийская писательница, учёный, историк и антрополог, специалист по майя и ацтекам. Автор многих работ. Член Австралийской гуманитарной академии (1992, по истории).
Лауреат многих наград.
Питер Сингер называл её «одним из виднейших австралийских публичных интеллектуалов».

## Биография
Родилась и выросла в г. Джелонге (штат Виктория).
Окончила Мельбурнский университет (бакалавр искусств с отличием, 1955). Там же в 1975 году получила степень магистра искусств. В 1991 году удостоена докторской степени в Университете Ла Троба.
В 1956-1965 и 1968 годах преподавала историю в альма-матер. В 1969-1991 годах преподавала в Университете Ла Троба, затем его учёный-эмерит. В 1983-1984 годах сотрудник Принстона. В 1987 году сотрудник принстонского Института перспективных исследований. В том же году именной лектор в Мичиганском университете. Оставила преподавательскую деятельность из-за тяжёлой болезни (гепатита), развившейся у неё с середины 1950-х годов и поставившей её на грань жизни и смерти с конца 1980-х годов. В 1994 году ей была проведена пересадка печени. В больнице она начала работу над своими мемуарами, опубликованными впоследствии под названием «Тигровый глаз» (Tiger’s Eye).
С 1955 года замужем за Джоном Клендинненом (ум. 2013), два сына.
В последние годы жизни жила в доме для престарелых.
Офицер ордена Австралии (2006) — как писатель и историк.
Получила международную известность как исследовательница культур ацтеков и майя. Особое внимание в её работах уделено вопросу насилия в человеческих сообществах. В 1990-х годах она обратилась к теме Холокоста, её книга о котором также заслужила признание. Лишь с 1999 года она обратилась к истории родной Австралии.
Ацтекам — Теночтитлану — посвящена её написанная для широкого читателя монография «Aztec: An Interpretation», которая освещает, фокусируясь на их психологии, их жизнь в конце XV — начале XVI вв., до завоевания испанцами.
Её книга о Холокосте «Reading the Holocaust» была признана книгой 1999 года по версии New York Times.

## Книги
- Ambivalent Conquests: Maya and Spaniard in Yucatan, 1517—1570 (1987; 2-е изд. 2003)
- Aztec: An Interpretation (1991, 1993; Cambridge, 1995)
- Reading the Holocaust (Cambridge, 1999)
- Tiger’s Eye: A Memoir (Australia 2000, UK (Scribner) 2001) («Тигровый глаз», мемуары в виде серии автобиографических эссе)
- Dancing with strangers: the true history of the meeting of the British First Fleet and the Aboriginal Australians, 1788 (2005)
- Agamemnon’s Kiss (2006, сборник статей)
- True stories: history, politics, Aboriginality (2008)